# Keith Floyd
Keith Floyd (* 28. Dezember 1943 in Reading, Berkshire; † 14. September 2009 in Bridport, Dorset) war ein britischer Fernsehkoch, Produzent von Kochsendungen sowie Autor von Kochbüchern.

## Leben
Nach seiner Ausbildung in Wellington (Somerset) begann er zunächst als Journalist und Radiomoderator, ehe er als Fernsehkoch arbeitete. Dabei wurde er bekannt wegen des extravaganten Stils seiner Kochsendungen, in denen er die Kochkunst aus aller Welt wie insbesondere aus Australien, Spanien, Italien und Afrika demystifizierte.
Neben seinen Auftritten als Fernsehkoch war er nicht nur Autor von neunzehn Kochbüchern wie The Best of Floyd (1995), sondern selbst auch Produzent von Kochsendungen. 2000 erschien seine Autobiografie unter dem Titel Out of the Frying Pan. Scenes from My Life.